# ریوتا اوکادا
ریوتا اوکادا (انگلیسی: Ryota Okada؛ زادهٔ ۹ سپتامبر ۱۹۸۸) بازیکن فوتبال اهل ژاپن است.